# Дело псевдошаолиньского монаха
Дело псевдошаолиньского монаха (исп. caso del falso monje shaolín, баск. shaolin maisu faltsuaren kasua) — уголовный процесс по обвинению Хуана Карлоса Агилара Гомеса (род. 1965, Баракальдо) в убийстве двух человек в Бильбао в 2013 году.

## Биография Хуана Карлоса Агилара
Хуан Карлос Агилар Гомес родился в 1965 году в Баракальдо в семье Абсалона Агилара и Северины Гомес. Вместе со старшим братом Хосе Луисом открыл в Бильбао спортивный зал. Жена Хуана Карлоса Мари Мар была переводчицей с китайского языка, у них было двое детей.
8 февраля 1992 года Хосе Луис погиб в результате несчастного случая, и вскоре Хуан Карлос поехал на год в китайскую провинцию Хэнань. По возвращении утверждал, что стал мастером боевых искусств и первым европейским шаолиньским монахом. Кроме того, он называл себя трёхкратным чемпионом мира по кунг-фу и утверждал, что давал уроки боевых искусств сотрудникам баскской автономной полиции.
Агилар основал в Бильбао монастырь «Океан спокойствия» и новый спортивный зал. Он одевался в оранжевое и брился наголо, а своё имя Хуан начал писать как Huang вместо Juan. Агилар неоднократно выступал на телевидении, снимал видеоролики для YouTube и использовал свое влияние для привлечения последовательниц, которых в конечном итоге убеждал заняться с ним сексом. В 2004 году напарник Агилара отказался от сотрудничества, жена потребовала развода, а самому Хуану Карлосу стали поступать угрозы, однако заявлений в полицию по поводу насилия или мошенничества никто не подавал.

## Убийства

### Убийство Йенни Софии Ребольо
25 мая 2013 года на улице Хенераль-Конча Агилар встретил сорокалетнюю колумбийку Йенни Софию Ребольо Туиран, мать двоих детей, находившуюся в сложной финансовой ситуации. В 3:20 ночи он предложил ей заняться сексом. Ребольо занималась проституцией и согласилась. Агилар на автомобиле Mitsubishi отвёз её в свой спортивный зал ZEN 4 на улице Максимо Агирре, где связал, сделал несколько откровенных фотографий, а затем расчленил, чтобы избежать опознания. От останков он избавлялся в течение недели: некоторые части тела спрятал в спортзале, другие — в своей квартире на улице Итурриса, а некоторые сжёг в душевой или бросил в реку Нервьон или на свалку. Он продолжил тренировки с учениками, и, по свидетельству одного из помощников, был более злым и беспокойным, чем обычно.

### Убийство Морин Ады Отуйи
2 июня, через восемь дней после убийства Ребольо, в шесть часов утра Агилар вернулся на улицу Хенераль-Конча в поисках новой жертвы, которой стала двадцатидевятилетняя нигерийка Морин Ада Отуйя, также занимавшаяся проституцией. Как и в случае с предыдущей жертвой, Агилар и Отуйя отправились в спортивный зал. Там они занялись сексом, а затем Агилар пытал Отуйю в течение восьми (по другим данным девяти) часов. Между 15:10 и 15:30 Отуйе удалось добраться до двери спортзала, и она позвала на помощь. Проходившая мимо соседка вызвала полицию. Прибывшие полицейские обнаружили избитую и задушенную потерпевшую в коме, семь мешков с человеческими останками (в том числе принадлежавшими Йенни Софии Ребольо), различное оружие (ножи, пилы, топоры, сабли) и фото- и видеоматериалы сексуального характера. Морин Ада Отуйя скончалась от энцефалопатии 5 июня в 12:35 в реанимации больницы Басурто.

## Арест и суд
Агилар был арестован по подозрению в пытках. После ареста он признался в убийстве Йенни Софии Ребольо и заявил полиции, что в момент убийства потерял контроль над собой из-за опухоли мозга. Однако в ходе медицинского осмотра наличие опухоли не подтвердилось: врачи обнаружили лишь врождённую арахноидальную кисту левой височной доли.
Судебный процесс над Хуаном Карлосом Агиларом начался 15 апреля 2015 года. Протоколы вскрытия показали, что Агилар наносил обеим жертвам сильные удары.
Важную роль в вынесении приговора сыграли показания женщин, вступавших в отношения с Агиларом. Одним из ключевых свидетельств стали слова его двадцативосьмилетней последовательницы Марии Эвы, утверждавшей, что она находилась рядом с останками Ребольо и прикасалась к ним, не подозревая об этом, так как её глаза были завязаны. Камеры наблюдения, установленные рядом со зданием университета Деусто, зафиксировали, как Агилар бросал в реку останки Ребольо.
После семи дней судебного разбирательства присяжные единогласно признали Хуана Карлоса Агилара виновным в двух убийствах, но «без жестокости», и приговорили его к 38 годам лишения свободы. Кроме того, Агилара обязали возместить родственникам жертв 397 000 евро.

## Тюремное заключение
28 июля 2015 года в тюрьме Ла Моралеха (Паленсия) один из заключённых, вооружённый заточенной зубной щёткой, напал на Агилара. После этого эпизода Агилар был переведён в тюрьму Мансилья-де-лас-Мулас (Леон), где он отбывает наказание до настоящего времени.